# Zavolzhsk
Zavolzhsk (en ruso: Заволжск, literalmente "de Transvolga") es una ciudad del óblast de Ivánovo, en Rusia, centro administrativo del raión homónimo. Está situada sobre la orilla izquierda del Volga, enfrente de la ciudad de Kíneshma, que se encuentra en la orilla opuesta. Unos 200 km río arriba se encuentra Kostromá, y 113 km al sudoeste se encuentra la capital del óblast, Ivánovo. En 2010 contaba con 11.068 habitantes.

## Historia
A mediados del siglo XIX fueron construidas fábricas textiles en el emplazamiento de la ciudad actual, y en 1871 una fábrica química (de ácido sulfúrico), una de las primeras de Rusia. En 1934, varios pueblos se fusionaron para formar Zavolzhe, que accedió al estatus de ciudad el 4 de octubre de 1954, tomando el nombre Zavolzhsk. En 1968, Zavolzhsk se convirtió en centro administrativo de un raión.

## Demografía
| 1939   | 1959   | 1970   | 1979   | 1989   | 2002   | 2008   |
| ------ | ------ | ------ | ------ | ------ | ------ | ------ |
| 12 100 | 15 500 | 16 700 | 17 000 | 16 530 | 13 455 | 11 562 |

## Cultura y lugares de interés
En Zavolzhsk se halla la iglesia de la Epifanía (церковь Богоявления) de 1779. En el cercano pueblo de Bredijino se encuentra la antigua finca del astrónomo Fiódor Bredijin. El museo dedicado a su persona se incendió en 1994.
En el pueblo de Vozdvizhenie, a 15 km, se encuentra la iglesia Krestovozdivizhenskaya (Крестовоздвиженская церковь) de 1790.

## Economía y transporte

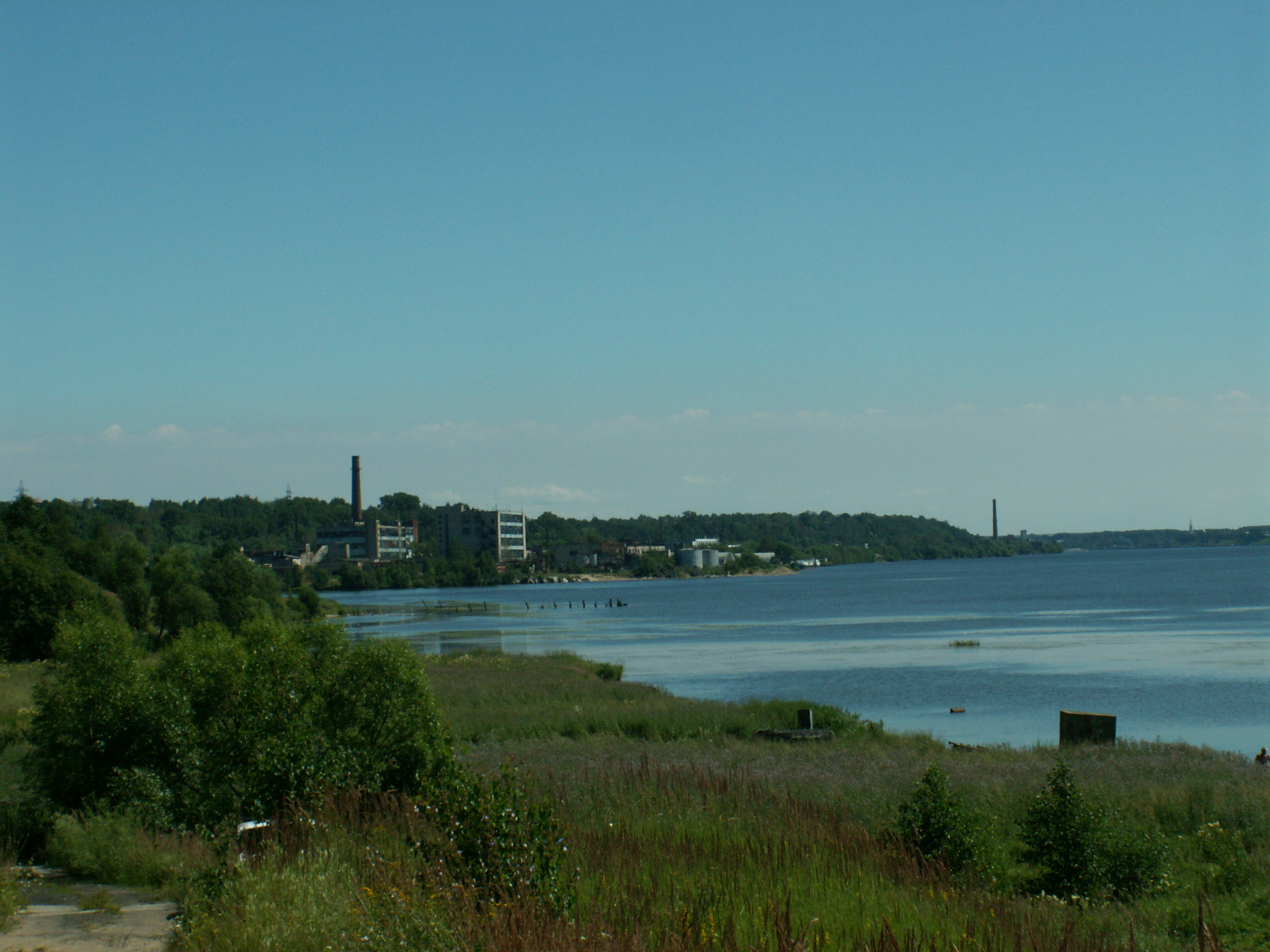
El Volga a la altura de Zavolzhsk, vista de la fábrica química.

La principal empresa de la ciudad es una fábrica química OAO Zavolzhski jimicheski zavod imeni M.V. Frunze (ОАО "Заволжский химический завод им. М.В. Фрунзе") :  colorantes y pigmentos para la industria textil, la producción de pintura y la imprenta, productos químicos domésticos.
Por otro lado en Zavolzhsk se hallan compañías de la industria ligera (fábricas textiles, alimentarias, trabajo de la madera).
La ciudad es terminal para el ferrocarril de 32 km de longitud (sólo mercancías) que conecta con la línea Yaroslavl-Kostromá-Gálich por Pervushino.
Zavozhsk se conecta mediante la carretera R101 con el sistema de carreteras del óblast de Kostromá por Ostrovskoye. No existe ningún puente que la conecte a la vecina Kíneshma, así que no tiene conexión con el sistema de carreteras del óblast de Ivánovo ni con el ferrocarril Ivánovo-Kíneshma de la orilla derecha.